# Robustagramma flavistylum
Robustagramma flavistylum är en tvåvingeart som beskrevs av Marshall och Xiaolong Cui 2005. Robustagramma flavistylum ingår i släktet Robustagramma och familjen hoppflugor.
Artens utbredningsområde är Costa Rica. Inga underarter finns listade i Catalogue of Life.